# Fériana
Fériana (arabe : فريانة) est une ville du centre-ouest de la Tunisie située à 340 kilomètres de Tunis.
Rattachée administrativement au gouvernorat de Kasserine, elle constitue une municipalité comptant 29 572 habitants en 2014.

## Histoire
Surnommée « Fériana la rose », c'est une petite cité considérée parmi les plus anciennes de la région : son histoire est liée à celle de la ville romaine de Thélepte qui se trouvait aux frontières des terres des Berbères.
La ville se situe sur le territoire de la tribu des Ouled Sidi Tlil. La ville et son territoire sont contrôlés par le caïdat fraichiche, plus précisément par la fraction des Ouled Ouezzez auxquels les Ouled Sidi Tlil sont rattachés en 1891,[réf. obsolète].

## Géographie
Située dans la partie sud de la dorsale tunisienne, à 745 mètres d'altitude, c'est l'une des villes les plus élevées de Tunisie. Elle possède un climat semi-aride à hiver frais et reçoit environ 350 millimètres de pluie par an. La végétation y est rare sauf quelques steppes d'alfa (spartum lygum) et vestiges d'une forêt de pins d'Alep.
Deux séismes ont été répertoriés dans la région : une première secousse, le 23 juin 1930, avec une intensité de III sur l'échelle de Mercalli, et une seconde le 15 février 1978 avec une intensité de IV à V sur la même échelle selon l'Institut national de la météorologie.

## Économie
- Société tuniso-andalouse de ciment blanc

## Culture
La ville organise chaque année un festival mettant en scène la culture de la tribu des Ouled Sidi Tlil, notamment sa cavalerie.

## Sports
- Football Club de Fériana

## Personnalités
- Abdelbaki Hermassi, né le 26 décembre 1937, homme politique et universitaire